# Valle d’Aosta (Wein)

Lage der Region Aostatal

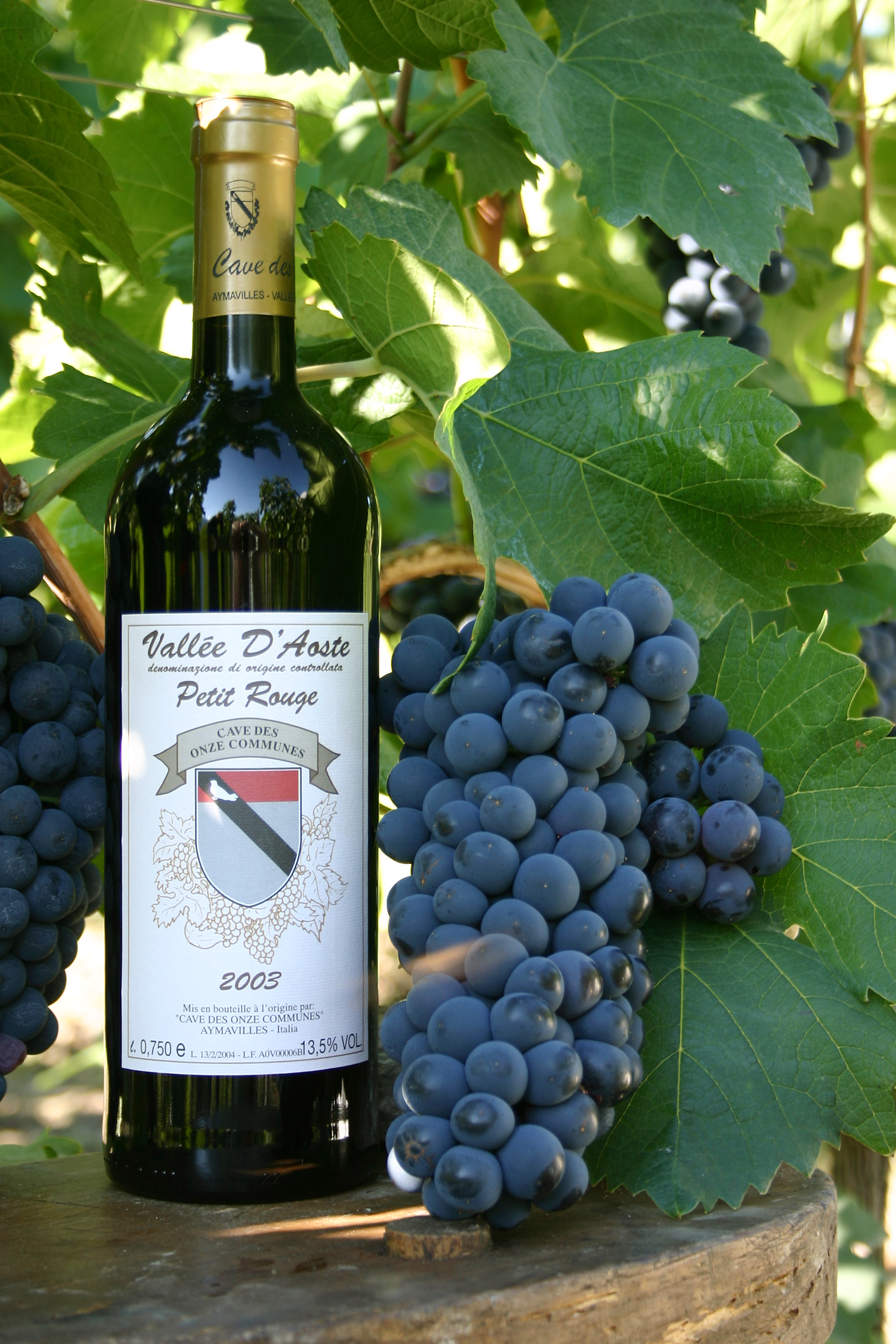
Trauben und Wein der autochthonen Sorte Petit-Rouge aus dem Aostatal

Valle d’Aosta oder Vallée d’Aoste ist ein Weinbaugebiet im Aostatal im Nordwesten Italiens. Die hier hergestellten Weine haben seit 1971 den Status einer „kontrollierten Herkunftsbezeichnung“ (Denominazione di origine controllata – DOC). Am 7. März 2014 wurde die aktuelle Version der Appellation verabschiedet.

## Anbaugebiet
Die Appellation beschreibt sehr detailliert, welche Rebsorten in welchen Orten angebaut werden dürfen.
Hier seien nur die wichtigsten Gemeinden aufgezählt:
- auf der orografisch rechten Seite des Flusses Dora Baltea: Donnas, Hône, Arnad, Issogne, Champdepraz, Montjovet, Châtillon, Pontey, Chambave, Fénis, Saint-Marcel, Brissogne, Pollein, Charvensod, Gressan, Jovençan, Aymavilles, Villeneuve, Arvier und Avise.
- auf der orografisch linken Seite des Flusses Dora Baltea: Pont-Saint-Martin, Donnas, Perloz, Arnad, Bard, Verrès, Challand-Saint-Victor, Montjovet, Saint-Vincent, Châtillon, Saint-Denis, Verrayes, Chambave, Nus, Quart, Saint-Christophe, Aosta, Sarre, Saint-Pierre, Villeneuve, Saint-Nicolas, Arvier, Avise, La Salle und Morgex.

## Erzeugung
Im Jahr 2017 wurden 7511 Hektoliter DOC-Wein erzeugt.
Folgende Weine sind für die Produktion zugelassen: Bezeichnung jeweils „Valle d’Aosta …“ oder „Vallée d’Aoste …“, gefolgt von dem Namen der jeweiligen zugelassenen Rebsorte:
Müller Thurgau, Gamay, Pinot nero oder Pinot noir, Pinot grigio oder Pinot gris, Pinot bianco oder Pinot blanc, Chardonnay, Mayolet, Petite Arvine, Merlot, Fumin, Syrah, Cornalin d’Aoste (Humagne Rouge, Cornalin), Rouge du Pays (Cornalin du Valais, Walliser Cornalin), Nebbiolo, Petit rouge, Prëmetta, Moscato bianco oder Muscat petit grain, Traminer aromatico oder Gewürztraminer, Gamaret, Vuillermin. Die genannten Rebsorten müssen zu mindestens 85 % im jeweiligen Wein enthalten sein. Höchstens 15 % andere, im Aostatal zum Anbau zugelassenen Rebsorten der korrespondierenden Farbe dürfen zugesetzt werden.

## Beschreibung
Laut Denomination (Auszug):
- für die Weine Valle d’Aosta … oder Vallée d’Aoste …, gefolgt von der Rebsorte Müller Thurgau, Pinot Grigio oder Pinot gris, Pinot bianco oder Pinot blanc, Chardonnay, Petite Arvine, Moscato bianco oder Muscat petit grain, Traminer aromatico oder Gewürztraminer, Blanc de Morgex et de La Salle Vendemmia tardiva oder Vendange tardive (Spätlese)
- Farbe: goldgelb
- Geruch: angenehm, zart, charakteristisch
- Geschmack: lieblich oder süß, voll, harmonisch
- Alkoholgehalt:
  - für Vallée d’Aoste Blanc de Morgex et de La Salle mindestens 9,0 Vol.-%, mit einem Rest von mindestens 3,0 % potentiellem Alkoholgehalt
  - für Vallée d’Aoste Müller Thurgau mindestens 10 %, mit einem Rest von mindestens 3,0 % potentiellem Alkoholgehalt
  - für die anderen Denominationen mind. 12 %, mit einem Rest von mindestens 3,0 % potentiellem Alkoholgehalt
- Säuregehalt: mind. 4,5 g/l
- Trockenextrakt: mind. 20,0 g/l